# 杰伊·杰伊·奥科查
奧古斯丁·“傑伊·傑伊”·奧科查（Augustine "Jay-Jay" Okocha，1973年8月14日－)，尼日利亞傳奇巨星之一，司職攻擊中場。奧科查技術細膩、踢法多變。他三度代表尼日利亞參戰世界杯（1994、1998、2002）。

## 外部連結
1. 1 2 3  Hugman, Barry J. (编). . Mainstream Publishing. 2008: 319. ISBN 978-1-84596-324-8.

- National Football Teams （页面存档备份，存于）